# أبراهام ليب زيسو
أبراهام ليب زيسو (اسمه الأول أفرام، والاسم الأوسط ليبا؛ 25 يناير 1888 – 6 سبتمبر 1956) كان كاتبًا رومانيًا، وسياسيًا، وصناعيًا، ومتحدثًا باسم الطائفة الرومانية اليهودية. نشأ من أصل اجتماعي متواضع وتعلم على حركة الحاسيديم. تحول إلى ناشط ثقافي، ومناظر جدلي، ومؤسس صحف كان أبرزها «مانوتويريا ديلي». خلال العقد الثاني من القرن التاسع عشر، انخرط في الجهود الرامية إلى توحيد الحركة الصهيونية المحلية وإعادة تنشيطها. مع حلول نهاية الحرب العالمية الأولى، برز زيسو أيضًا بوضعه نظريات حول الصهيونية الدينية، مفضلًا النزعة الطائفية والعزل الذاتي على خيار الاستيعاب، في حين عمل أيضًا على تعزيز الحداثة الأدبية في نشاطه بوصفه كاتبًا روائيًا، ودراميًا، وراعيًا ثقافيًا. كان أحد مصادر الإلهام وراء الحزب اليهودي، الذي تنافس مع التيار الرئيسي لاتحاد اليهود الرومانيين على التصويت اليهودي. كان فيلهلم فيلدرمان، زعيم اتحاد اليهود الرومانيين، على خلاف دائم مع زيسو حول السياسة الدينية والعملية، ما أفسح المجال أمام ظهور نزاع متبادل تخلله حلقات من التآخي.
وجد زيسو، الذي كان دومًا من أشد منتقدي معاداة السامية، نفسه مهمشًا من قبل الأنظمة الفاشية في أواخر ثلاثينيات القرن العشرين، وخلال أغلب فترات الحرب العالمية الثانية. خاطر بحريته الشخصية خلال المحرقة للدفاع عن مصالح مجتمعه، وعلا صوته خاصة كناقد للمكتب اليهودي المركزي المتعاون مع الغير. في نهاية المطاف، توصل إلى تسوية مع نظام يون أنتونيسكو عندما حد هذا الأخير من عمليات ترحيل اليهود إلى مقاطعة ترانسنيستريا، وبعد عام 1943، ساعد في بداية عملية عليا بت (هجرة اليهود لفلسطين) لليهود والرومانيين والهنغاريين إلى فلسطين المنتدبة تطلبت هذه الجهود منه الاتصال بمسؤولين رفيعي المستوى في النظام وبناء علاقة عمل معهم، بمن فيهم ميهاي أنتونيسكو ورادو ليكا وبافيل سيكارو. رغم حصوله على دعم لجنة إنقاذ الوكالة اليهودية والمؤتمر اليهودي العالمي، إلا أن أعماله بقيت محل جدال دائم، بتركيز على محاباته المزعومة لليهود الصهاينة وميله نحو الخصام تعاون مترددًا مع الصهيوني ميشو بنفينستي، الذي ظهر كأحد منافسيه الرئيسيين.
في عام 1942، وخلال فترة احتجازه في معسكر في تارغو جيو، اختارت خلايا المقاومة الرومانية زيسو، مشكلة رابطة سياسية مع منافس أنطونيسكو نيكولاي راديسكو. بمساعدة من ماكس هيرمان ماكسي من الحزب الشيوعي الروماني، أقام علاقات مع حزب الفلاحين الوطني الأكثر اعتدالًا شكل مع ماكسي جبهة ديمقراطية يهودية، حملت مقاعد في اللجنة المركزية إلى جانب ليون غليرتر منذ سنة 1944، ساعدوا في تمويل الحركة السرية ضد أنتونيسكو. كجزء من هذه الجهود التنظيمية، تولى زيسو شخصيًا إيواء المظليين اليهود، بمن فيهم شيكي دان تراختنبرغ. نجح أيضًا في إقناع النظام الروماني الانهزامي بعدم التسامح مع المذابح على أراضيه. بعد فترة وجيزة من انقلاب أغسطس سنة 1944، الذي أعاد الديمقراطية إلى البلاد، اندمجت الصهيونية تحت زعامة زيسو مع الحركة المعادية للشيوعية وضوحًا، محاربًا بصورة مباشرة جدول أعمال الحزب الشيوعي المناهض للعولمة؛ وجد نفسه عارضا للمجموعات السائدة في رومانيا وفلسطين، وانتقد الصهيونية الاشتراكية (الصهيونية العمالية) واحتفى بالإرهاب السياسي الصهيوني حين توجه ضد السلطات البريطانية.
أفضى تشكيل لجنة ديمقراطية يهودية احتكارية، بقيادة ماكسي وتفويض من بنفينيستي، إلى تهميش شبه كامل لزيسو في الحياة السياسية؛ وتشاجر أصدقاؤه معه عندما أعلن عن عدائه لرجال الدين، خصيصًا الحاخام الأكبر أليكساندرو سافران. في ذات السياق، تحول زيسو نحو «اشتراكية الكتاب المقدس» غير الشيوعية، والتي اعتبرها عقيدة لجماعة سياسية جديدة في إسرائيل. بعد عام 1948، كانت جهوده المتجددة لضمان الهجرة الجماعية لليهود الرومانيين، واتصالاته بالمسؤولين في الحكومة الإسرائيلية، سببًا في جعله هدفًا للنظام الشيوعي. في عام 1951، قبض عليه وعذب لاعترافه بأنه تجسس لصالح إسرائيل؛ وفي عام 1954، حكم عليه بالسجن مدى الحياة بتهمة الخيانة العظمى. أصدر العفو عن زيسو بعد عامين، بعد أن أمضى معظمهم في سجن بيتشت. سمح له أخيرًا بالهجرة في يوليو سنة 1956، وتوفي بعد أقل من شهرين في أحد مستشفيات تل أبيب. ترك مجموعة من الأعمال بلغات مختلفة، بما فيها العبرانية، والكثير منها بقي كمخططات.

## سيرته

### ظهوره كصحفي ومفكر من حركة الحاسيديم
ولد أبراهام ليب لأسرة يهودية من الحاسيديم في بياترا نيامتس. كان اسم شهرته الصيغة الرومانية للاسم «زوس»، ولكنه يلفظ (على سبيل المصادفة) نفس الاسم الأرمني، المستخدم أيضًا في رومانيا، الذي يعني «الشقيق الحي». كان والده ينكو زيسو، محاسبًا في بنك، وأمه هندا ليا؛ وكان لديه تسعة أخوة. انخرط عائلته في حياة المجتمع اليهودي، وذكر بينكو أنه نظم وقفات أقيمت في بارلاد لضحايا مذبحة كيشينيف عام 1905. وصف مصادر عديدة أبراهام بأنه صهر الشاعر والصحفي تودور أرغيزي، وعم المصور إليازار (إيلي) تيودوريسكو، من شقيقته كونستانتا زيسو. غير أن روايات أكثر تفصيلًا أشارت إلى ولادة كونستانتسا في بيتيشت لأسرة زيسو ليس لها علاقة بالمذكورة.
اعتقد زيسو أن مكان ولادته له علاقة وثيقة بالتاريخ الحاسيدي، مشيرًا إلى أن سيالاو ماسيف، المعروف باسم فاليا جيدوفالوي (وأدب اليهود) سميت على اسم بعل شيم توف (حاخام إسرائيلي). تلقى تعليمًا تلموديًا شبه رسمي، متفوقًا في دراسة المصادر العبرانية واليديشية على السواء؛ لربما امتلك أيضًا معرفة جيدة بالكابالا، وهو ما توضح لاحقًا من خلال أعماله كروائي. في سن العشرين، حصل على شهادة الحاخام؛ ورغم اعتراف كالة كاسا شكواليلور بذلك، إلا أنه لم يمارس تلك المهنة. في بياترا نيامتس، كان لأشقاء زيسو، صديق يدعى يوجين ريلجيس الأصغر سنًا، أصبح فيما بعد منظرا إيديولوجيًا أناركيًا وكاتبًا حول المواضيع اليهودية. في زيارة إلى ياش، أقام زيسو علاقة دائمة مع المفكرين اليهوديين إلياس وموسى شوارزفيلد، إذ تعرف على دائرتهما الأدبية.
في ديسمبر سنة 1907؛ مثل زيسو ودانيل كاهان، بياترا في المؤتمر الصهيوني العاشر الذي عقد في غالاتسي. هناك، دعا إلى «الصهيونية الروحية»، التي اعتبرها أهم من التنظيم الجماعي. بدأ زيسو الكتابة لمجلة إيغاليتاتيا ومقرها ياش في عام 1904، وكان عمره ستة عشر عامًا. استمر في ذلك حتى عام 1910. في تلك السنة، دخل في صراع مع تلامذة المدينة، الذين تأثروا بالبروفيسور ألكسندر يوحنا كوزا المعادي للسامية. في عام 1910 أيضًا، تعاقد مع بنك مولدوفا في ياش، حيث قاد إضرابًا للعمال في عام 1914. انخرط أيضًا في الحركة الثقافية اليهودية في ياش، وعمل إلى جانب سامسون لازار شراغا، ويوكوب آشل غروبر، وياكوب إسحاق نيميروير. في فبراير سنة 1912، مثل إلى جانب إسحاق شونبرغ مدينة ياش في حفل «30 سنة على الصهيونية» في بوخارست، حيث التقيا بالكاتب ناهوم سوكولو. في ذات الوقت تقريبًا، التقى زيسو أيضًا بالرسام روفن روبن وأقاما علاقة صداقة، وهاجر إلى فرنسا سنة 1923.